# Nicopolis ad Istrum

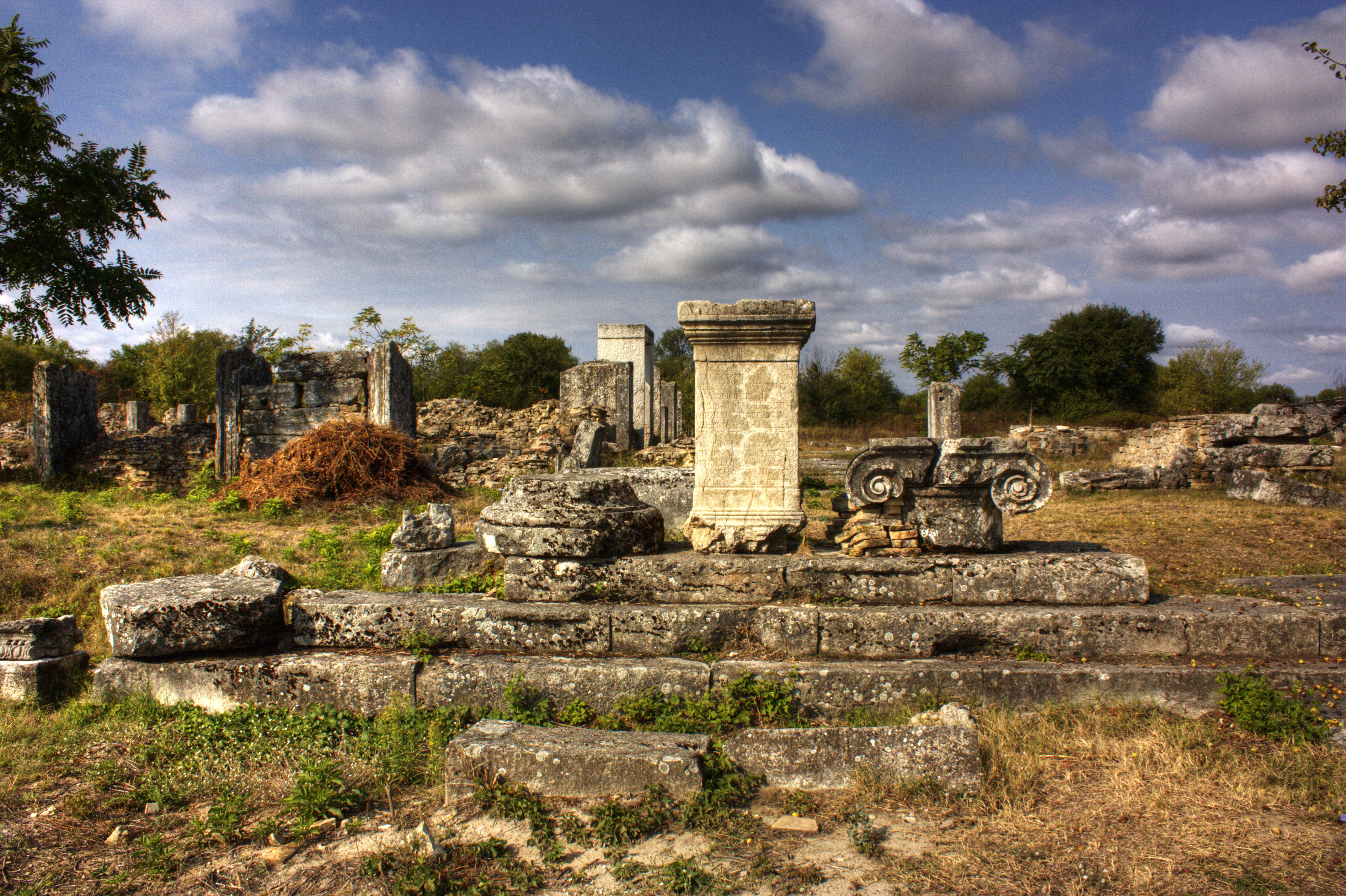
Nicopolis ad Istrum

Nicopolis ad Istrum (greacă Νικόπολις η προς Ίστρον) a fost un oraș roman, și mai târziu, Bizantin, fondat de către Împăratul Roman Traian în jurul anilor 101-106, la confluența râurilor Iatrus (Iantra) și Roșița, pentru a celebra victoria sa în Războiele Daco-Romane. Ruinele sale sunt situate în apropierea satului Nikyup, Bulgaria, la 20 km de Veliko Tărnovo. Orașul a atins perioada sa de glorie în timpul domniilor împărațiilor Traian, Hadrian, Dinastia Antoninilor și Dinastia Severilor.

## Geneza tradiției literare a limbilor germanice
Din punct de vedere lingvistic, Nicopolis ad Istrum poate fi considerat locul de baștină a tradițiilor literare a limbilor germanice. În timpul secolului al IV-lea, un misionar, traducător și episcop gotic pe nume Wulfila a primit permisiunea împăratului Constanțiu al II-lea de a imigra împreună cu grupul său de convertiți în Moesia și de a se stabili în apropierea cetății. Acolo acesta a inventat alfabetul gotic și a tradus Biblia din greacă în gotică.